# Martin JRM Mars
Martin JRM Mars ali Martin Mars je velik štirimotorni propelerski transportni leteča ladja iz obdobja 2. svetovne vojne. Je bil največji serijsko proizvajan leteči čoln zaveznikov. Zgradili so samo 7 letal, eno je še vedno v uporabi. Poleg transportiranja se je uporabljal za zračno gašenje požarov. 
Načrtovanje prototipa XPB2M-1 Mars se je začela v 1940ih, ko je podjetje Glenn L. Martin Company povečalo dvomotornega partuljnega bombnika PBM Mariner.XPB2M-1 je prvič poletel 23. junija 1942. Sprva je Ameripka mornarica naročila 20 letal, vendar so kasneje zmanjšali število na 5. Prvo letalo so dobavili junija 1945.

## Tehnične specifikacije (JRM-3 Mars)
Podatki iz 'Jane’s Fighting Aircraft of World War II
Splošne značilnosti
- Posadka: 4, možnost dodatne posadke
- Število sedežev: JRM Mars - 133 vojakov, ali 84 nosil in 25 medicinskih sester ali 32.000 lb (15.000 kg) tovora
- Kapaciteta vode (gasilnega sredstva): Mars vodni bombnik - 60.000 lb (27.000 kg)
- Dolžina: 117 ft 3 in (35,74 m)
- Razpon kril: 200 ft 0 in (60,96 m)
- Širina: 13 ft 6 in (4,11 m) širina trupa
- Višina: 38 ft 5 in (11,71 m) na vodi, 48 ft (15 m) na kopnem
- Izpodriv: 5 ft 6 in (1,68 m)
- Površina kril: 3.686 sq ft (342,4 m2)
- Teža praznega letala: 75.573 lb (34.279 kg)
- Bruto teža: 90.000 lb (40.823 kg)
- Maks. vzletna teža: 165.000 lb (74.843 kg)
- Kapaciteta goriva: Hawaii Mars: 6.485 US gal (24.550 L; 5.400 imp gal) Philippine Mars: 13.200 US gal (50.000 L; 11.000 imp gal)
- Pogon letala: 4 × Wright R-3350-24WA Duplex Cyclone 18-cylinder radialni motor, 2.500 hp (1.900 kW)  vsak
- Propelerji: št. lopatic: 4 Curtiss Electric, 15 ft 2 in (4,62 m) premer propelerji z nastavljivim krakom

Zmogljivost
- Maks. hitrost: 221 mph (356 km/h; 192 kn)
- Potovalna hitrost: 190 mph (165 kn; 306 km/h)
- Doseg: 4.948 mi; 7.964 km (4.300 nmi)
- Višina leta (servisna): 14.600 ft (4.450 m)
- Hitrost pri spuščanju vode: 138 mph (120 kn; 222 km/h)
- Hitrost v priletu za pristanek: 115 mph (100 kn; 185 km/h)
- Hitrost pristanka: 92 mph (80 kn; 148 km/h)
- Poraba goriva med križarjenem: 420 US gal (1.600 L; 350 imp gal) na uro
- Poraba goriva med gašenjem: 780 US gal (3.000 L; 650 imp gal) na uro
- Površina razpršitve vode: 3 do 4 akri (1,2 do 1,6 ha)
- Višina spuščanja vode: 150 do 200 ft (46 do 61 m)
- Največja kapaciteta vode: 7.200 US gal (27.000 L; 6.000 imp gal)